# Simon de Danser
Siemen Danziger (c. 1579 – c. 1615), foi um pirata holandês do século XVII. O seu nome foi também escrito com as variações Danziker, Dansker, Dancer, Dantzer e Danseker.
Danser e o pirata inglês John Ward foram dois mais proeminentes renegados que operaram na Costa Bérberedurante no início do século XVII. É dito que os dois comandaram esquadrões em Argel e Tunes que eram iguais aos seus homólogos europeus, e que ambos representavam uma formidável força naval (assim como Aruj e Hayreddin Barbarossa no século anterior). Mais tarde, na sua jornada na costa bérbere, Danser tornou-se conhecido pelo epíteto turco Simon Re'is.
Comandando uma grande esquadra composta de ingleses e turcos e trabalhando a serviço de Argel, capturou mais de 40 navios num período de dois anos após "tornar-se turco", até que foi capturado e executado em 1611. Ambos os homens estão em destaque no Kitab al-Munis fi Akhbar Ifriqiya wa Tunis escrito pelo historiador tunisiano Ibn Abi Dinar.

## Biografia
Danser serviu como corsário na Guerra dos Oitenta Anos e depois se estabeleceu em Marselha, França, casando-se com a filha do governador. Em 1607, ele roubou um barco e navegou para Argel. Então, prestou serviço a Redwan, o Paxá de Argel, e liderou uma breve, mas infame carreira como corsário berbere.
As circunstâncias e quais razões o levaram a tornar-se um corsário são vagas. No entanto, ele "foi bem recebido como um inimigo dos Espanhóis" e tornou-se um dos principais capitães da Tunísia Otomana após um ano lá. Muitas vezes trazendo prêmios e prisioneiros espanhóis para Argel. Ele se tornou conhecido sob os nomes de Simon Re'is, Deli-Reis (Capitão Louco) e Deli Capitão entre as pessoas na costa de berbere e os Turcos, devido às suas façanhas no mar. A frota cresceu rapidamente em poder, por ele incorporar os navios capturados em sua frota, além do apoio dado com estaleiros e homens por Argel. Ele também foi o primeiro a levar a Argel para fora do Estreito de Gibraltar, a maior distância qualquer um no país tinha navegado com sucesso, e viajou até a Islândia. A Islândia viria a ser atacada por corsários berberes em 1616. Simon tomou, pelo menos, quarenta navios e afundou muitos durante os três anos que se seguiram. Depois de mais três anos de pirataria, ele havia se tornado bastante rico e vivia em um opulento palácio. "Simon, O Dançarino" atacou navios de qualquer nação e negociava, no Mar Mediterrâneo, tornando cada vez mais difícil para todas nações. Muitas nações, portanto, procuraram formas de parar seus ataques (contra-ataques, subornos ou mesmo empregando-o como um corsário a sua marinha de guerra).
Simon logo se familiarizou com outros renegados, particularmente o Inglês Peter Easton e Jack Ward. Formaram uma poderosa aliança. No fim uma frota francesa, sob o comando de De Beaulieu de Pairsac, assistida por 8 galeras espanholas de 8, o perseguiu por um curto período de tempo ameaçado para capturá-lo, mas por causa de uma repentina tempestade ele conseguiu escapar. Ele navegou ao longo da costa, com seus navios, onde seus perseguidores não poderiam alcançá-lo. Mais oito navios "homens-de-guerra" espanhóis, sob o comando de Don Luís Fajardo de Córdoba, e uma esquadra inglesa, sob o comando de Sir Thomas Shoreley, também estavam tentando capturar Simon de Danser. Essas histórias foram mencionadas em um relatório escrito por Andrew Barker em 1609.
Em 1609, ao tomar um galeão espanhol fora de Valência, ele aproveitou a oportunidade para mandar uma mensagem para Henri IV e para a corte francesa através dos padres jesuítas a bordo. Ele queria voltar para Marselha, depois de ter deixado sua esposa e filhos para trás há muito tempo, e queria ser perdoado por seus crimes. Um ano depois ele estava reunido a sua família, pouco depois de chegar em Marselha com quatro navios de guerra bem armados em 17 de novembro de 1609. Recebido pelo Duque de Guise, apresentou-lhe "um presente de alguns Turcos" , bem como uma considerável soma em ouro espanhol.
Ele residiu em Marselha por um ano, quando as autoridades francesas pediram-lhe para liderar uma expedição contra corsários. Apesar dos rumores de sua captura, ele retornou à França e, mais tarde, naquele mesmo ano. Em 1615, ele foi convocado por Luís XIII, para negociar a liberação dos navios franceses que tinham sido capturados por Yusuf Dey em Tunes. De acordo com o relato de William Lithgow, Danser foi levado para terra em uma armadilha feita por Yusuf, então foi capturado por janízaros e decapitado.